# George Taylor (Politiker, um 1716)

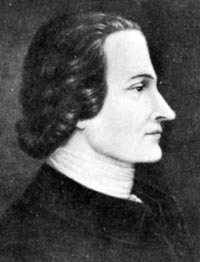
George Taylor

George Taylor (* um 1716 in Irland; † 23. Februar 1781 in Easton, Pennsylvania, USA) war ein irisch-britisch-US-amerikanischer Metallarbeiter und leitender Angestellter. Als Unterzeichner der Unabhängigkeitserklärung der Vereinigten Staaten für Pennsylvania ist er einer der Gründerväter der USA.
George Taylors Vater war ein angesehener protestantischer Geistlicher unbekannter Konfession, vielleicht ein Ulster-schottischer presbyterianischer Geistlicher aus Ulster. Taylor wanderte mit Anfang 20 als Schuldknecht in das Gebiet der 13 Kolonien aus. Er wurde Metallarbeiter an Warwick-Hochöfen und Coventry-Schmieden bei einem Mr. Savage. Es wird angenommen, dass, als Savage erfuhr, dass Taylor Bildung besaß, er ihn zum leitenden Angestellten machte. Taylor wurde 1764 in das Provinzialparlament gewählt und war Mitglied des Korrespondenzkomitees sowie des Sicherheitskomitees. Er wurde im Rang eines Obersten in die Miliz von Bucks County berufen, versah aber nie einen aktiven Dienst.
1775 wurde er als Delegierter in den Kontinentalkongress berufen, als Ersatz für ein Mitglied der Delegation aus Pennsylvania, das es ablehnte, die Unabhängigkeit zu unterstützen. Er traf zu spät ein, um für die Unabhängigkeit zu stimmen, aber rechtzeitig genug, um die Unabhängigkeitserklärung zu unterzeichnen. Taylor kehrte im März 1777 nach Pennsylvania zurück, um im Obersten Rat zu arbeiten, trat aber wegen seiner schlechten Gesundheit nach nur sechs Wochen im Amt zurück.
Taylor heiratete Mr. Savages Witwe Anne. Er hatte zwei legitime Kinder und fünf illegitime aus einer Beziehung mit Naomi Smith, seiner Haushälterin.
Er liegt auf dem Friedhof von Easton begraben.